# Пролив Вилькицкого
Пролив Вильки́цкого — пролив, отделяющий архипелаг Северная Земля от полуострова Таймыр и соединяющий Карское море с морем Лаптевых.
Длина пролива Вилькицкого составляет 130 км, а ширина в самом узком месте между мысом Челюскин и мысом Таймыра на острове Большевик — 56 км, наименьшая глубина на фарватере 32 м. Восточнее Большевика от пролива Вилькицкого ответвляется в северо-восточном направлении пролив Евгенова, отделяющий этот крупный остров архипелага от небольших юго-восточных островов Старокадомского и Малый Таймыр. Западнее пролива Вилькицкого расположены четыре небольших острова Гейберга. Здесь глубина моря составляет от 100 до 150 м, в восточной части — свыше 200 м.
Впервые эта наиболее северная часть Северного морского пути была пройдена в 1878 году шведом Адольфом Эриком Норденшельдом.
Согласно Е. М. Поспелову, пролив открыт в 1913 году гидрографической экспедицией под командованием Б. А. Вилькицкого (1885—1961). В 1916 году присвоено название пролив Цесаревича Алексея, в честь вел. кн. Алексея Николаевича (1904—1918), наследника русского престола. В 1918 году переименован в пролив Бориса Вилькицкого, по имени и фамилии начальника экспедиции, открывшей пролив. С 1954 года название пишется без имени: пролив Вилькицкого, хотя указание имени исследователя было принципиально важно: в Арктике есть мысы, острова, ледник Вилькицкого, названные в честь его отца, также военного моряка, гидрографа А. И. Вилькицкого. Это искажение названия имело политическую подоплёку: ещё в 1920 году Б. А. Вилькицкий эмигрировал из советской России, и для перестраховки название, явно присвоенное в его честь, было решено растворить среди других, присвоенных в честь его отца.
Большая советская энциклопедия, Большой энциклопедический словарь (2000) также называют Б. А. Вилькицкого в качестве лица, в честь которого назван пролив.